# Mértéktelen evészavar
A mértéktelen evészavar (angolul binge eating disorder = BED), olyan evészavar, amit a mértéktelen evés jellemez, ürítési periódusok nélkül. Ezt az evészavart először 1959-ben írta le Albert Stunkard kutató és pszichiáter, mint „éjjeli evés szindróma” (night eating syndrome = NES). A „mértéktelen étkezési rendellenesség” kifejezés a falásroham típusú étkezési magatartást van hivatva leírni, az éjszakai vonásai nélkül.
A BED szindróma szinte mindig túlsúlyhoz vezet vagy jócskán eltolja a normális súlyértékeket.
A BED szindróma kialakulását genetikailag öröklött faktorok befolyásolhatják az egyéb túlsúlyhoz vezető okok mellett, de nagyon nagy esélye van a pszichológiai rendellenességeknek is, mivel a klinikai BED szindrómás esetek 78,9 - 63,6%-a pszichológiai okokból szorul kezelésre.

## Jelek és tünetek
A mértéktelen evés szindróma diagnosztizálásában fontos kritériumok, tünetek a következők:
- Minden falásroham bizonyos időközönként jelentkezik (kb. 2 óránként), amikor a beteg egy normális mennyiségű étkezéshez és az előző étkezéshez képest eltelt időhöz képest túl nagy adagokat eszik meg, az étkezés fölötti kontroll elvesztése érzésével (pl. úgy érzi, hogy nem tud megállni az evésben, nem tudja kontrollálni, hogy mit eszik és mennyit).
- A mérsékelt falásroham, hetente legalább kétszer jelentkezik, 6 hónap időtartam alatt.
- A BED szindrómás betegek komolyan aggódni kezdenek a rohamaik miatt.
- Nem téveszthető össze a BED szindróma a Bulimia nervosa vagy Anorexia nervosa evési rendellenesség kompenzáló periódusaival.

Vagy még a következő tünetek közül legalább három jelentkezése szükséges:
- Evésroham utáni felháborodás, depresszív, bűnösség érzése.
- Sokkal nagyobb mennyiségű étel megevése, mint amit egy normális ember képes megenni.
- Sokkal gyorsabb evés a falásroham ideje alatt, mint a rohamon kívüli étkezések alatt.
- A nagy mennyiségű étel miatt hányingerig vagy a közérzet romlásáig tartó evés.
- depresszió vagy unalom miatti evés.
- Nagy mennyiségű étel elfogyasztása éhség érzete nélkül is.
- Gyakori, hosszan tartó, egyedül étkezések, az étkezésekkel kapcsolatosan a bűnösség érzetével.

## Gyakorisága
A mértéktelen evészavar az egyik leggyakoribb étkezési rendellenesség a felnőtt társadalomban. A felnőtt társadalomban a férfiak 2%-a és a nők 3,5%-a szenved ebben a betegségben, többen mint az olyan nagyon híres Bulimia és Anorexia étkezési zavarban. A szindróma elismerten gyarapítja a túlsúlyos betegek számát.
Ez a szindróma bárhol megtalálható rassztól, kultúrától függetlenül. A szindrómában szenvedők hamarabb lesznek túlsúlyosak, mint akik nem szenvednek ebben a szindrómában. Más rizikófaktorai ennek a szindrómának a gyerekkori elhízás, alacsony önértékelés, depresszió, pszichikai vagy szexuális gyerekkori abúzus.

## Komplikációk
Az elhízásból következően kialakulhatnak a nem épp veszélytelen érrendszeri és szívproblémák (például magas vérnyomás), vagy 2. típusú cukorbetegség, emésztőrendszer megbetegedései (pl. epehólyag betegségek), obstruktív alvási apnoe.
BED szindrómában szenvedő egyének életszínvonala csökkenhet és szociális kapcsolati nehézségeik adódhatnak, ami depresszióhoz vezethet. A súlynövekedéssel egyenes arányban megnőhet az artritisz kockázata is, a lábak és más porcok megnövekedett terhelésével arányosan a porckopás lehetősége is.

## Kezelése
A mértéktelen evészavarban szenvedő betegek segítséget kérhetnek orvosoktól, táplálkozási szakemberektől, pszichiáterektől, pszichológusoktól és klinikai szociális munkásoktól. Az egyik kiváló gyógymód a kognitív viselkedés terápia (Cognitive behavioral therapy = CBT), ami bizonyítottan több BED szindrómás betegnek segített, mint a viselkedés elemző fogyókúrák, ugyanis 50%-a meggyógyult visszaesés nélkül ebből a betegségből ennek a terápiának köszönhetően. A kognitív viselkedés terápia amúgy egy nagyon hatásos kezelési módnak tűnik a depresszió és a pszichológiai rendellenességek kezelésében is a BED szindrómában szenvedők számára. A legutóbbi kutatások eredményei azt mutatják, hogy a BED szindrómában szenvedőknél hatásosabb a kognitív vagy a pszichológiai terápiák alkalmazása, mint a gyógyszeres kezelés. Viszont sajnos a pszichológusok, mentálhigiénés szakemberek és pszichiáterek körében nem elsőrendű kérdés a BED szindrómások kezelése, mivel a dezinformáltság és más tényezők miatt ez a szindróma nincs besorolva az elismert pszichológiai betegségek közé.
A Bariatric elhízás elleni műtét is egy megoldás lehet ennek a betegségnek a kezelésében.

## Gyógyszeres kezelés
Ebben a betegségben tipikusan alkalmazott gyógyszercsoportok az antidepresszánsok, a görcsoldók és a túlsúlycsökkentő gyógyszerek.
Az antidepresszánsok közül a szelektív szerotoninvisszavétel-gátlók (SSRI), ezek közül: a fluoxetint, fluvoxamint és szertralint találták leghatásosabbnak a falásroham csökkentésében és a túlsúlycsökkentésben egyaránt.
Hasonlóan a görcsoldó kezelés is topiramáttal és zonisamiddal képes hatásosan csökkenteni az étvágyat. A hosszútávú gyógyszeres kezelés nem ismert ebben az étkezési rendellenesség kezelésében.

## Fordítás
- Ez a szócikk részben vagy egészben  a   Binge eating disorder című angol Wikipédia-szócikk fordításán alapul.  Az eredeti cikk szerkesztőit annak laptörténete sorolja fel. Ez a jelzés csupán a megfogalmazás eredetét és a szerzői jogokat jelzi, nem szolgál a cikkben szereplő információk forrásmegjelöléseként.